# Liste der französischen Ministerresidenten, Generalresidenten und Hochkommissare in Tunesien

## Die französischen Ministerresidenten (ab 23. Juni 1885 Generalresidenten) von Tunesien (1881–1955)
| Théodore Roustan       | 13. Mai 1881 – 28. Februar 1882       |
| Paul Cambon            | 28. Februar 1882 – 28. Oktober 1886   |
| Justin Massicault      | 23. November 1886 – 5. November 1892  |
| Maurice Rouvier        | 5. November 1892 – 14. November 1894  |
| René Millet            | 14. November 1894 – November 1900     |
| Benoît de Merkel       | November 1900 – 27. Dezember 1901     |
| Étienne Pichon         | 27. Dezember 1901 – 7. Februar 1907   |
| Gabriel Alapetite      | 7. Februar 1907 – 26. Oktober 1918    |
| Étienne Flandin        | 26. Oktober 1918 – 1. Januar 1921     |
| Lucien Saint           | 1. Januar 1921 – 2. Januar 1929       |
| François Manceron      | 18. Februar 1929 – 29. Juli 1933      |
| Marcel Peyrouton       | 29. Juli 1933 – 21. März 1936         |
| Armand Guillon         | 17. April 1936 – 18. Oktober 1938     |
| Eirik Labonne          | 22. November 1938 – 3. Juni 1940      |
| Marcel Peyrouton       | 3. Juni 1940 – 22. Juli 1940 (2. Mal) |
| Jean-Pierre Esteva     | 26. Juli 1940 – 10. Mai 1943          |
| Charles Emmanuel Mast  | 10. Mai 1943 – 22. Februar 1947       |
| Jean Mons              | 22. Februar 1947 – 13. Juni 1950      |
| Louis Périllier        | 13. Juni 1950 – 13. Januar 1952       |
| Jean de Hauteclocque   | 13. Januar 1952 – 2. September 1953   |
| Pierre Voizard         | 2. September 1953 – 5. November 1954  |
| Pierre Boyer de Latour | 5. November 1954 – 31. August 1955    |

## Der französische Hochkommissar für Tunesien (1955–1956)
Roger Seydoux Fornier de Clausonne 13. September 1955 – 20. März 1956
1956 Entlassung Tunesiens in die Unabhängigkeit